# Legoland Malaysia Resort
A Legoland Malaysia Resort egy Malajziában található vidám-, élmény- és pihenőpark, amelynek központi témája a LEGO építőkockák építményei és játékai, de azon túlmenően egyéb szórakozási lehetőségeket is biztosít, elsősorban gyerekekkel rendelkező családok részére.
A Legoland Malaysia Resort 2012. szeptember 15-én nyílt meg Iskandar Puteri városban, Malajzia Johor államában. Ez volt az első Legoland vidámpark Ázsiában és a hatodik a világon a megalapításakor.  Ázsiában azóta több Legoland park is épült: Dubaj (2016), Japán (2017), Dél-Korea (2022), illetve 2025-ben Kína több városában volt előkészület, vagy építés alatt.
A vidámpark Szingapúr szomszédságában található, a létesítménytől a határvonal (Johor szoros) légvonalban mindössze 3 km távolságra van. Iskandar Puteri Johor Bahru közvetlen közelében fekszik, a Johor Senai nemzetközi repülőtértől mintegy 20 perces autóútra található. A vidámpark területe 50 futballpálya méretének felel meg, több mint 15 000 LEGO-modell került megépítésre, amikhez több mint 60 millió LEGO elemet használtak fel. Az üzemeltetője a londoni székhelyű  Merlin Entertainments Group, ami a világ második legnagyobb látogatóközpont-üzemeltetője.

## Az élményközpont részei
- Legoland park, amelynek látványosságai és miniatűr építményei 8 téma köré csoportosulnak
- Legoland Water Park: vízi park több mint 20 csúszdával és vízi játékokkal
- Legoland Hotel: a szálloda szobái a LEGO egyes területeinek (Pirate, Kingdom, Adventure, Ninjago és Lego Friends) megfelelő jellemzőkkel kerültek kialakításra
- Sea Life: a tengeri élővilág bemutatása, 25 bemutató akváriumban, 11 élőhelyi zónában, több mint 13 000 tengeri élőlénnyel.[7] A Sea Life a világ legnagyobb kereskedelmi akváriumi márkája hivatalosan 2019. május 9-én nyitotta meg a LEGOLAND Malaysia Resortban legújabb kiegészítőjeként az első interaktív LEGO témájú akváriumát Malajziában. A létesítményben egy 180°-os üveg-óceánalagúton lehet átsétálni, ahol a látogatók feje felett úszkálnak a  cápák és ráják.[8][9]

### A Legoland park
A vidámparkban több mint 40 látnivaló van, a tematikus területei a Lego city, Miniland, The Beginning, Lego Ninjago World, Land of Adventure, Imagination, Lego Kingdoms, Lego Technic. Ezek részeként több hullámvasút, körhinta, kisvasút, kisautó vezetési gyakorlat, falmászó hely, vízi ágyúzás, rafting, 4D mozi és egyéb szórakoztató egységek található meg a parkban.
A területen található „Big Shop” nevű bolt Ázsia egyik legnagyobb LEGO játékkészlet-választékával rendelkező üzlete. A park közepén áll az Observation Tower, ami egy 60 méter magas, forgó torony és ami 360 fokos panorámás kilátást nyújt a parkra és annak környékére.
A park központi eleme a Miniland, ahol szinte az összes ázsiai nevezetesség Lego téglákból épült, Ázsia ikonikus nevezetességeinek élethű miniatűr változatai állnak. A MINILAND több mint 30 millió LEGO téglából épített remekmű, amely 17 ázsiai ország híres látványosságait mutatja be, mint például a Petronas ikertornyokat Kuala Lumpurban, a Kuala Lumpur Towert, a Sultan Abdul Samad Building gyarmati korszakból származó épületegyüttesét, Johor Bahru városának építményeit, a szingapúri Merliont, az indiai Tádzs Mahalt, a pekingi Tiltott Város, brunei Omar Ali Saifuddien mecsetet, Malajziának Putrajayában lévő kormányzati központját, Vietnám Hội An régi városát, vagy éppen az Angkorvat Kambodzsában. Számos ikon és látnivaló egy gombnyomással animálható, így minden korosztály élvezheti a látványt, a hangokat és az egyes műalkotások pompáját.
A MINILAND Amazing Malaysia több mint 1,38 millió LEGO elemből épült fel és Malajzia nevezetességeit építették fel. Összesen 126 aprólékosan megépített, méretarányos LEGO modellel mutatja be az ország építészeti örökségét.
A Miniland felépítése 3 évet vett igénybe. A Petronas ikertornyok 10 méter magasak és csak ezen épület 500,000 LEGO elemből áll.

### Legoland Water Park
A vízi látványosságot 2013-ban nyitották meg, 300 000 négyzetméteren terül el. A méretét tekintve megelőzi a kaliforniai és floridai Legoland vízi parkjait. A vízi parkban több mint 20 vízi attrakció és 70 Lego modell található. A vízicsúszdák és medencék között van egy 60 láb (18,28 méter) magas csúszda és további zárt csőcsúszdák, amelyek közel 130 láb (40 méter) hosszúak. A Red Rushon a csoportok együtt száguldozhatnak le a 312 láb (95 méter) hosszú, kanyargós pályán. A park egyik fő attrakciója a Build-A-Raft River, ahol a gyerekek puha Lego téglákból összeállíthatják saját tutajukat, és lassú áramlással sodródhatnak a parkon keresztül.
A Legoland Malaysia Hotel 2014 elején nyitotta meg kapuit. A 249 szobás szálloda megnyitásának időpontjában a világ negyedik Legoland Hotelje volt.

## Galéria

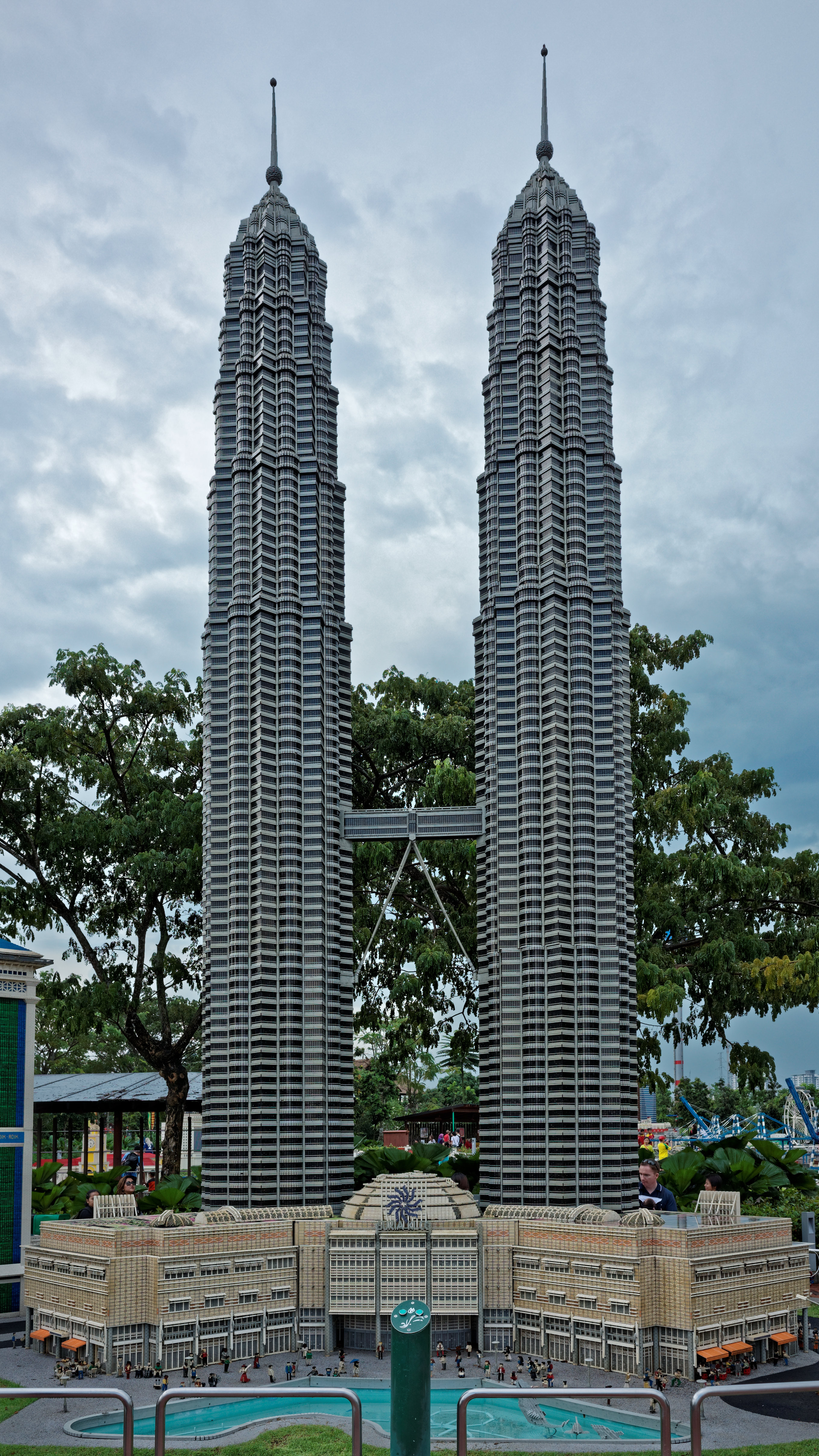
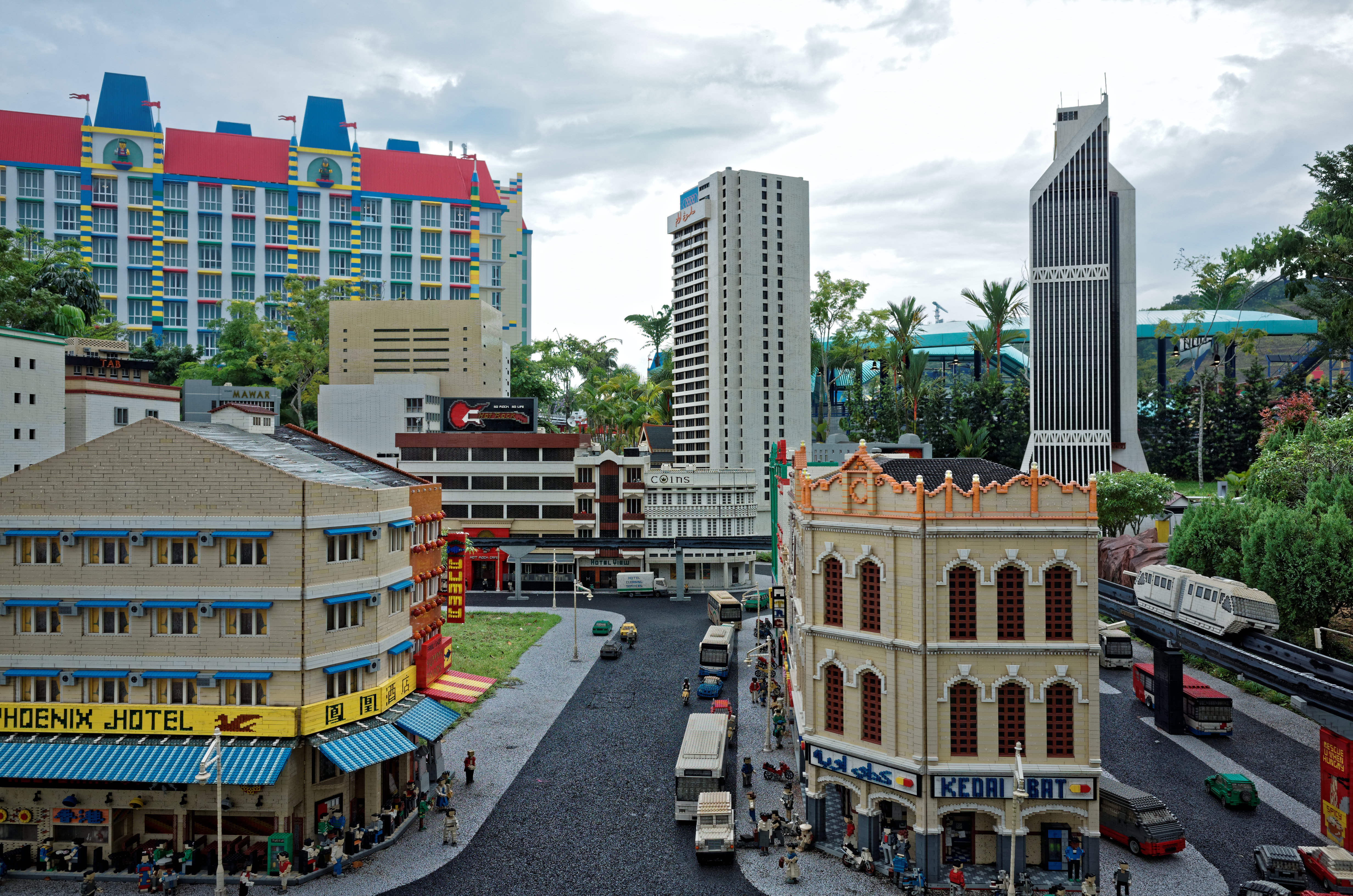
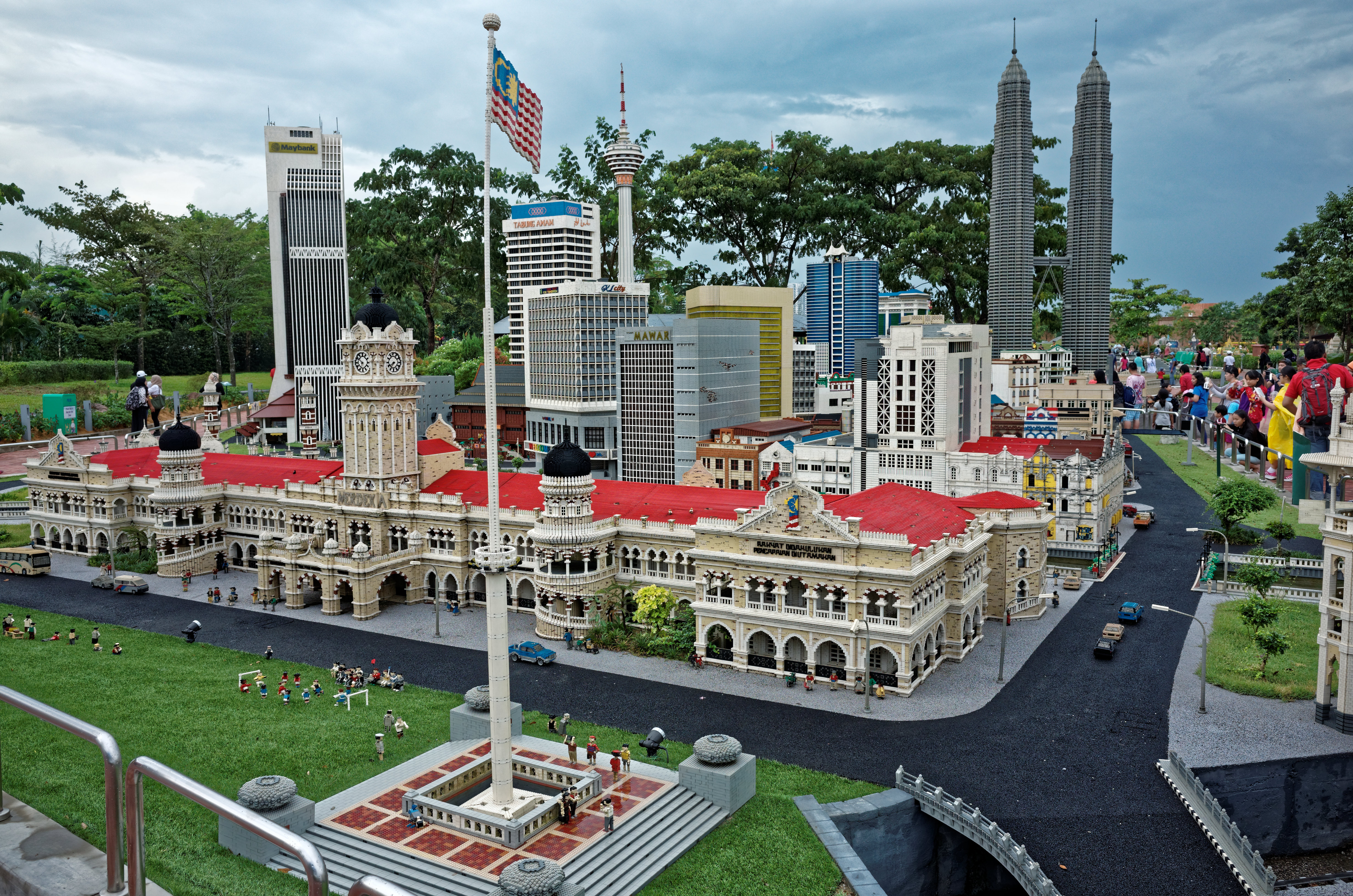
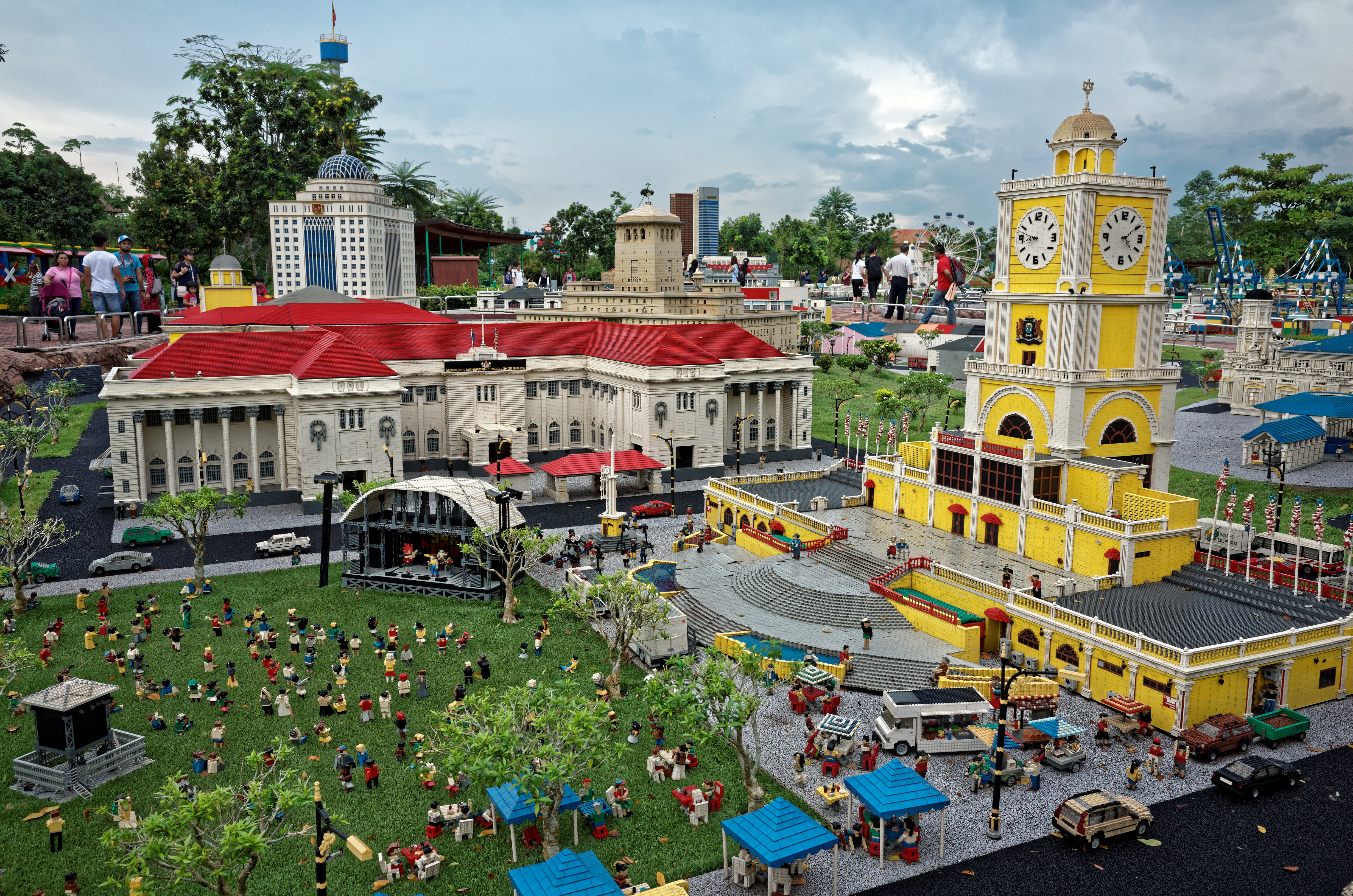
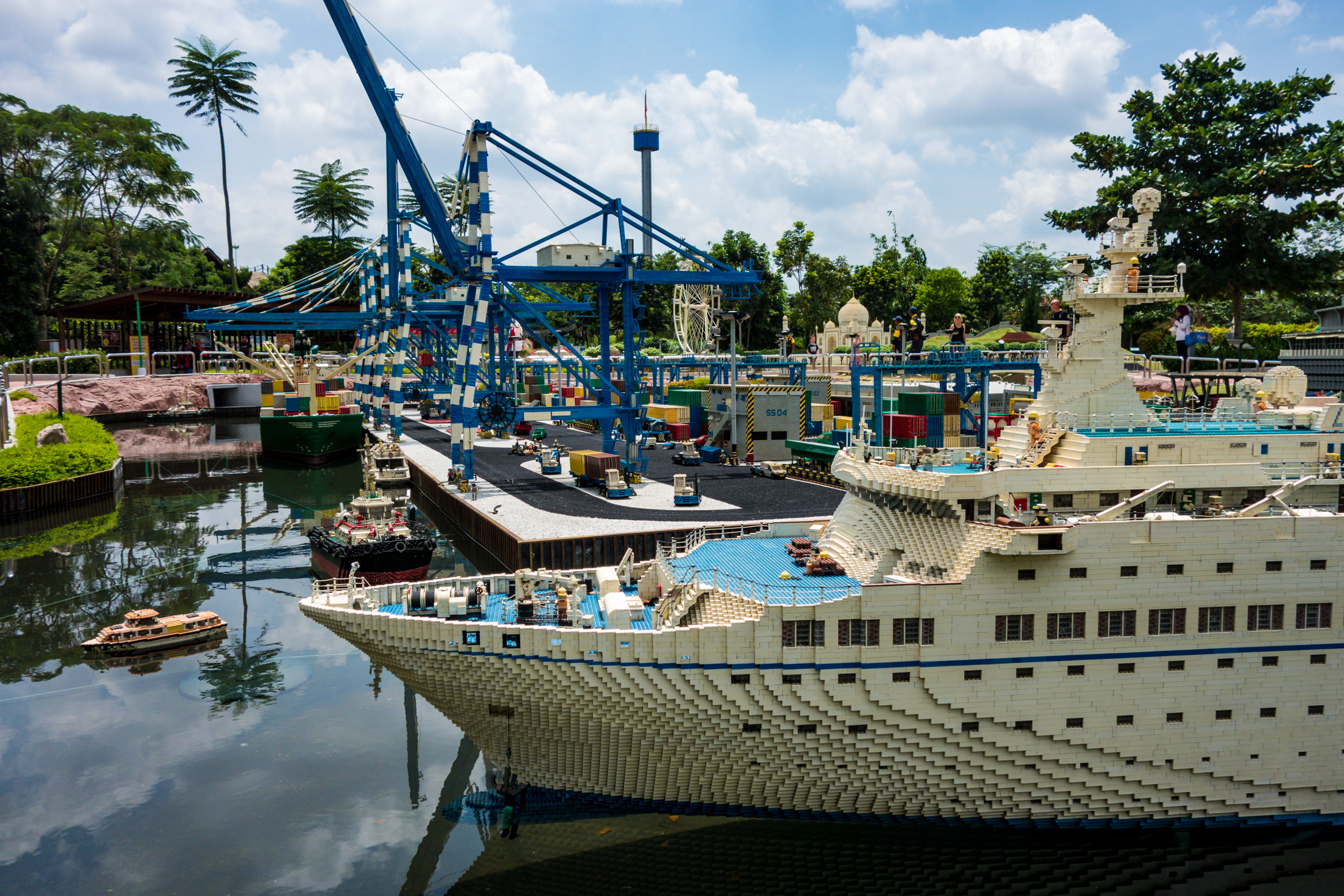
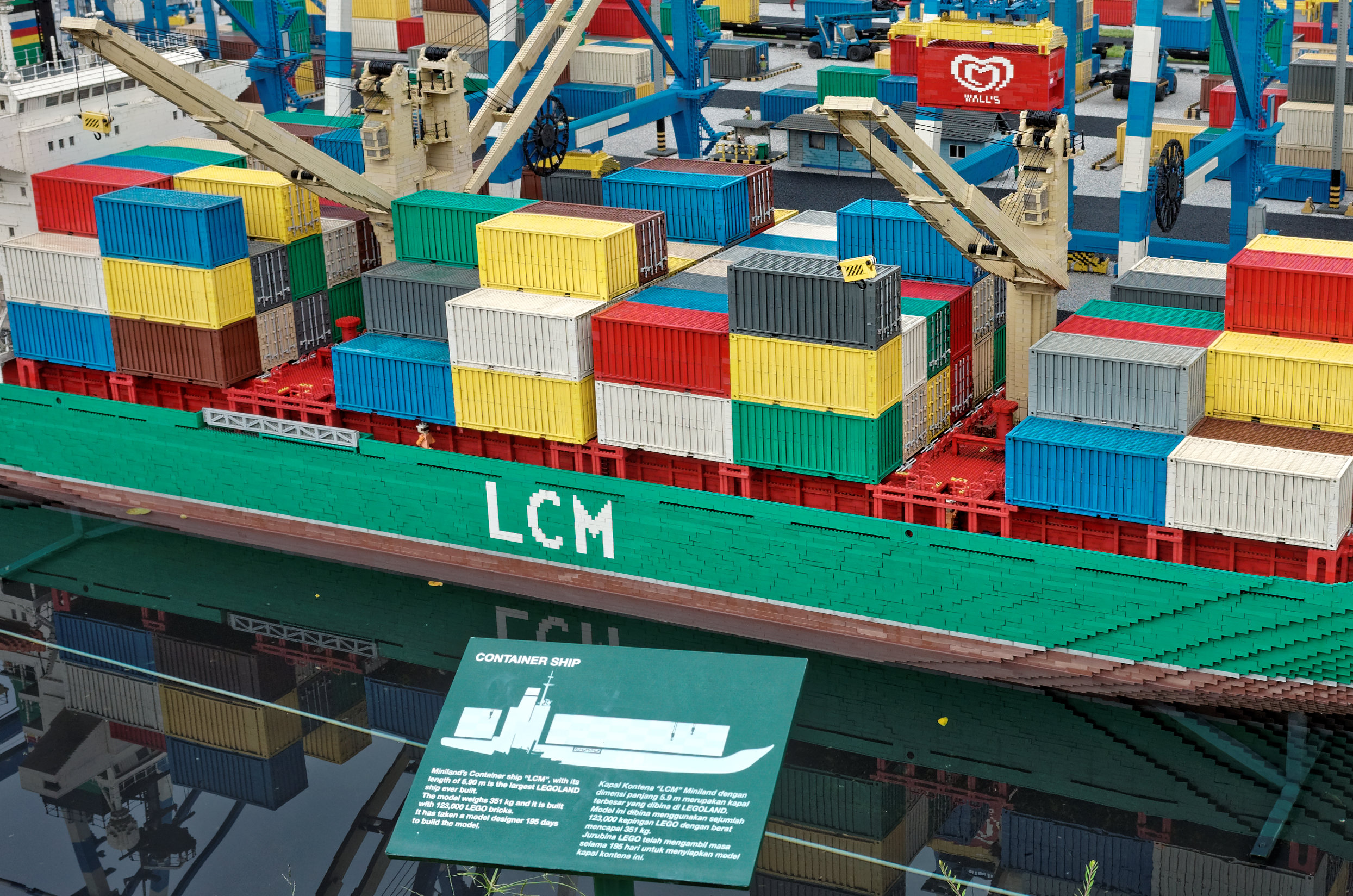
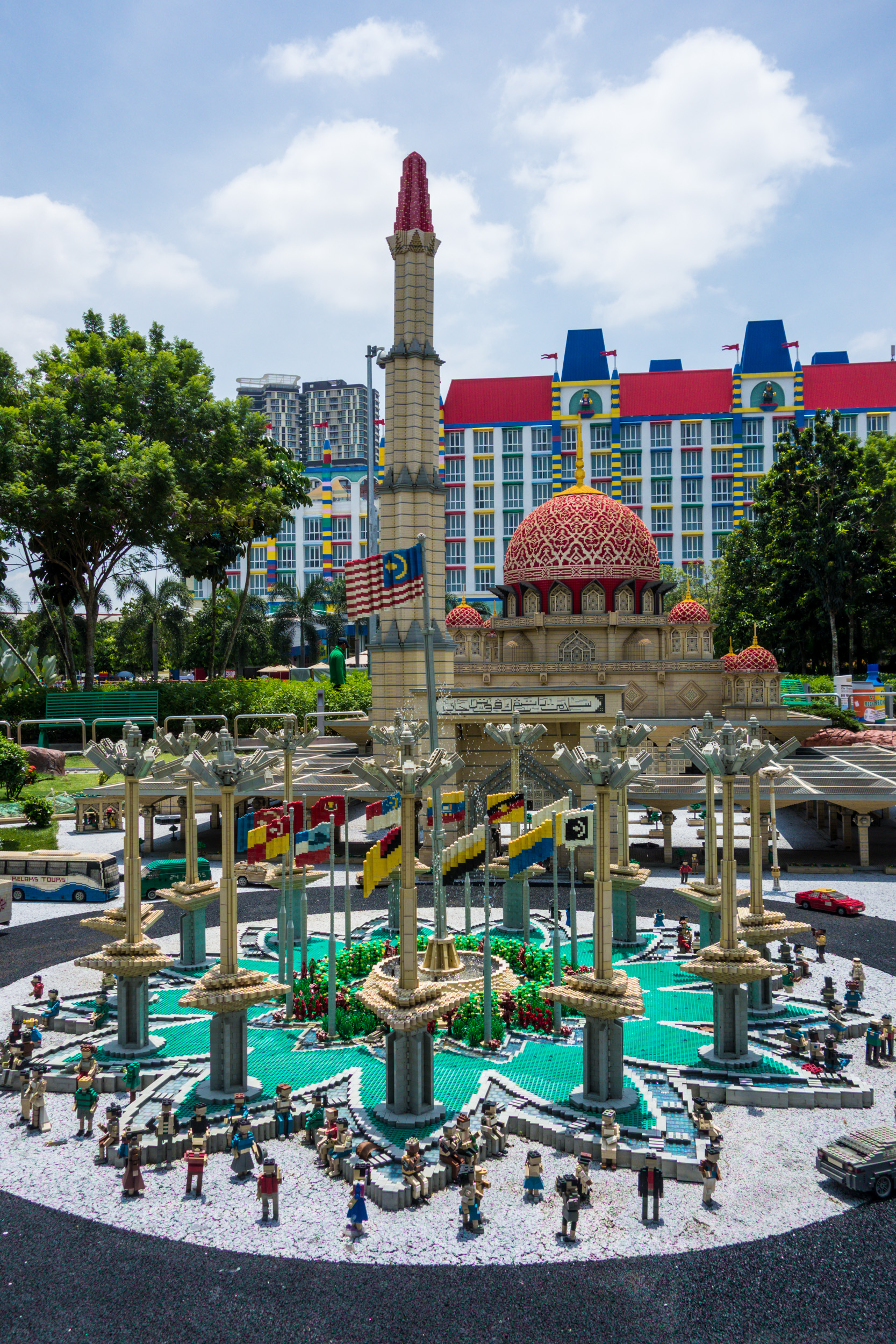
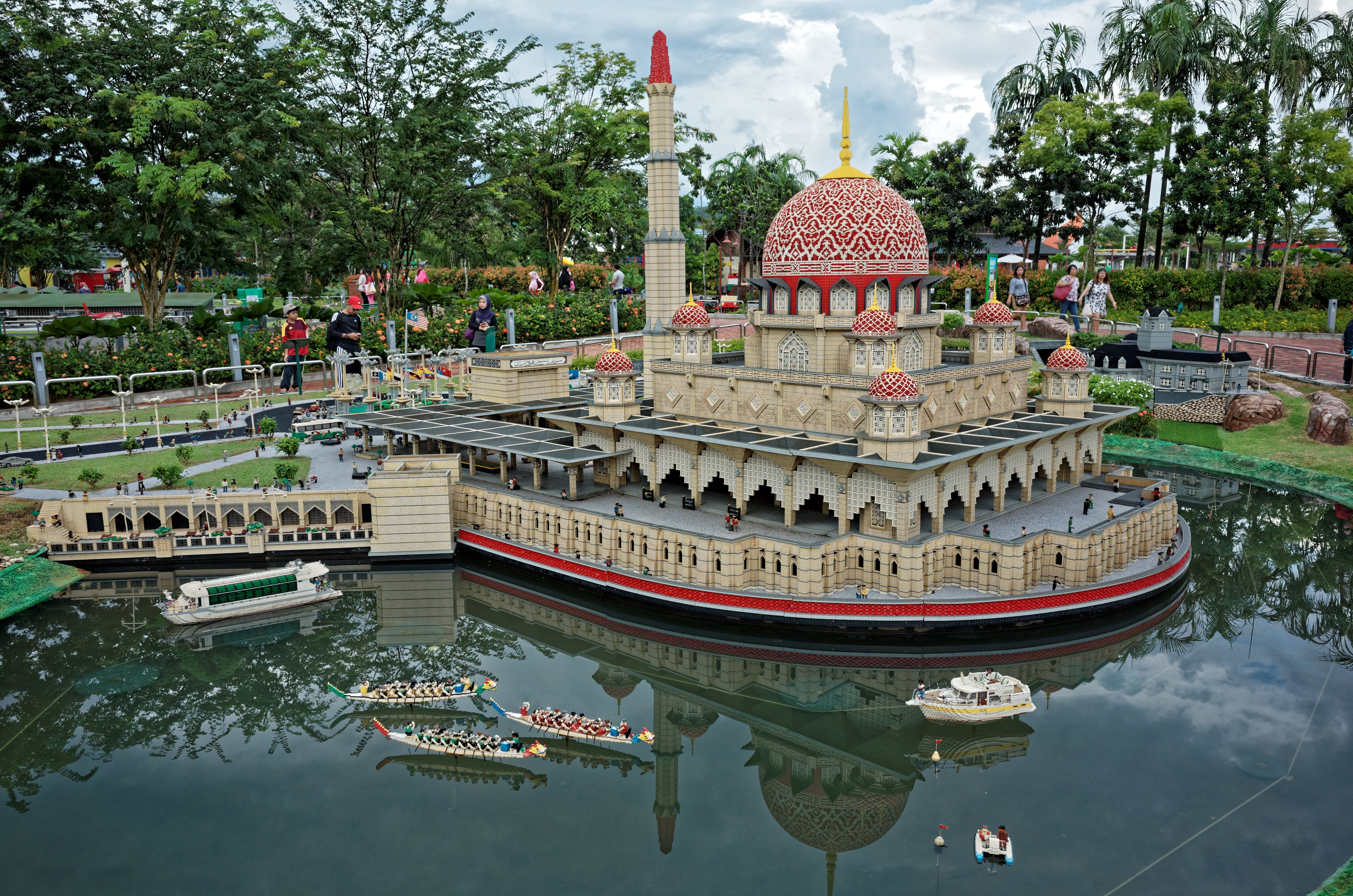
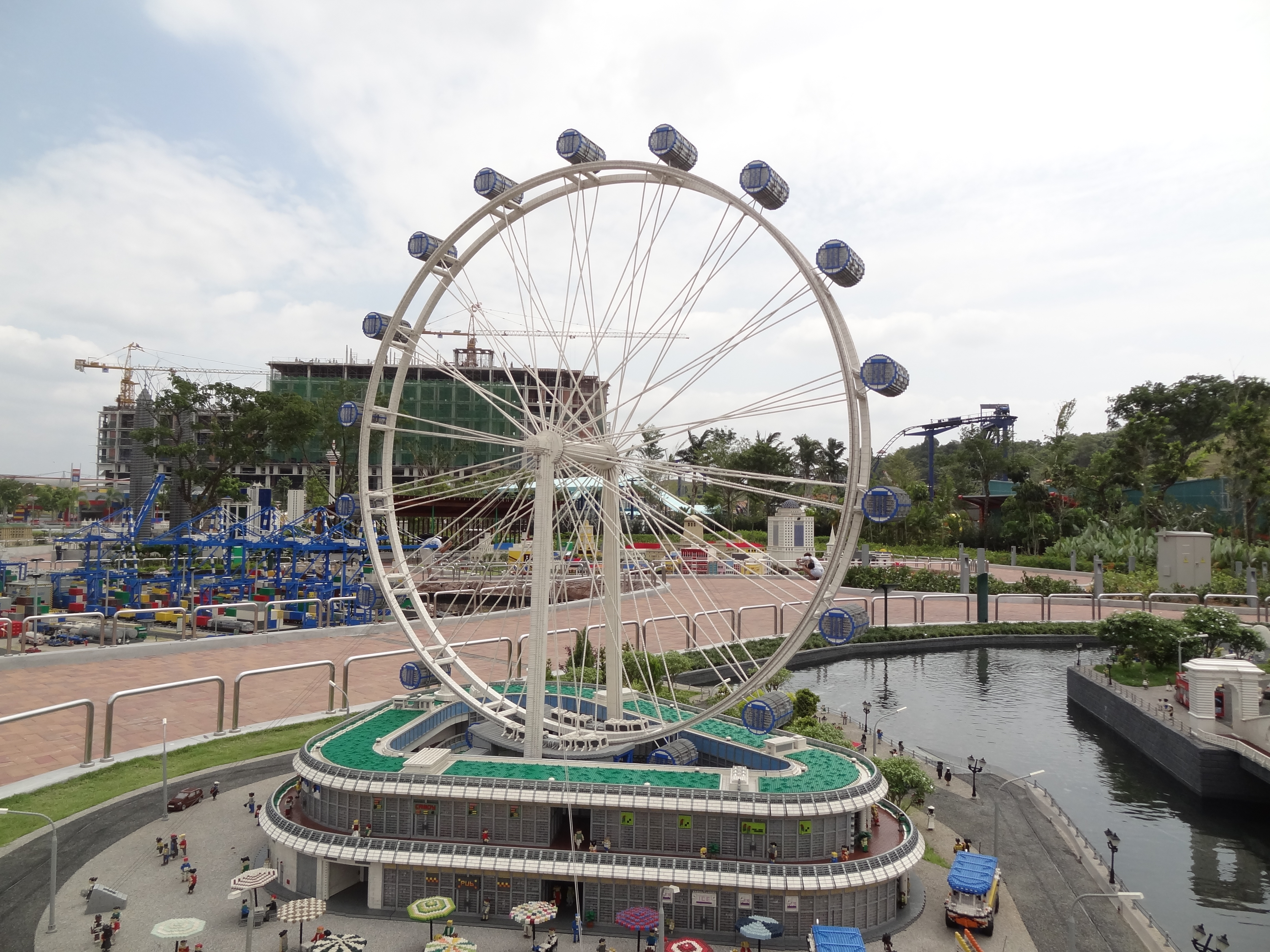
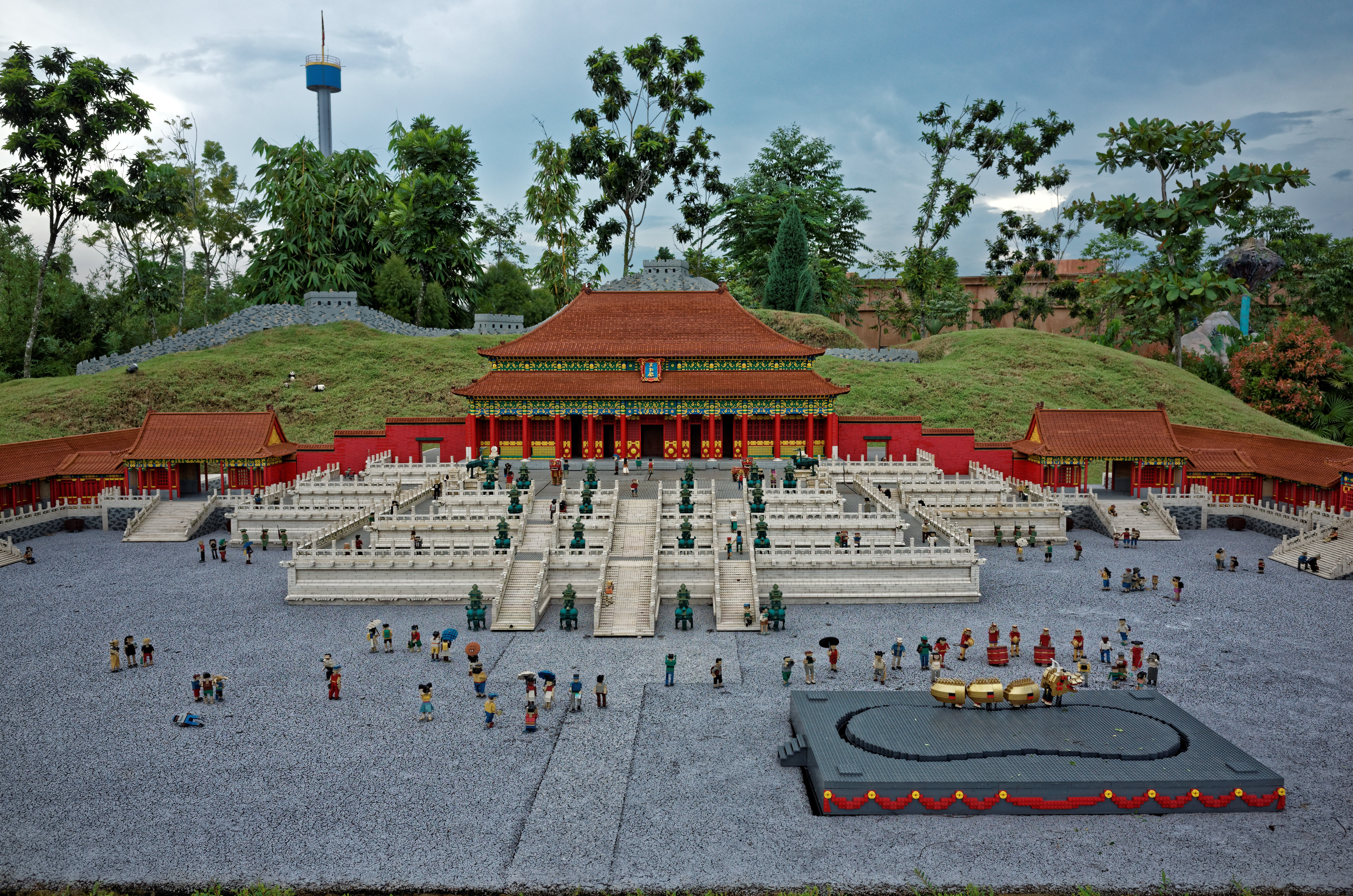